# Smith College Museum of Art

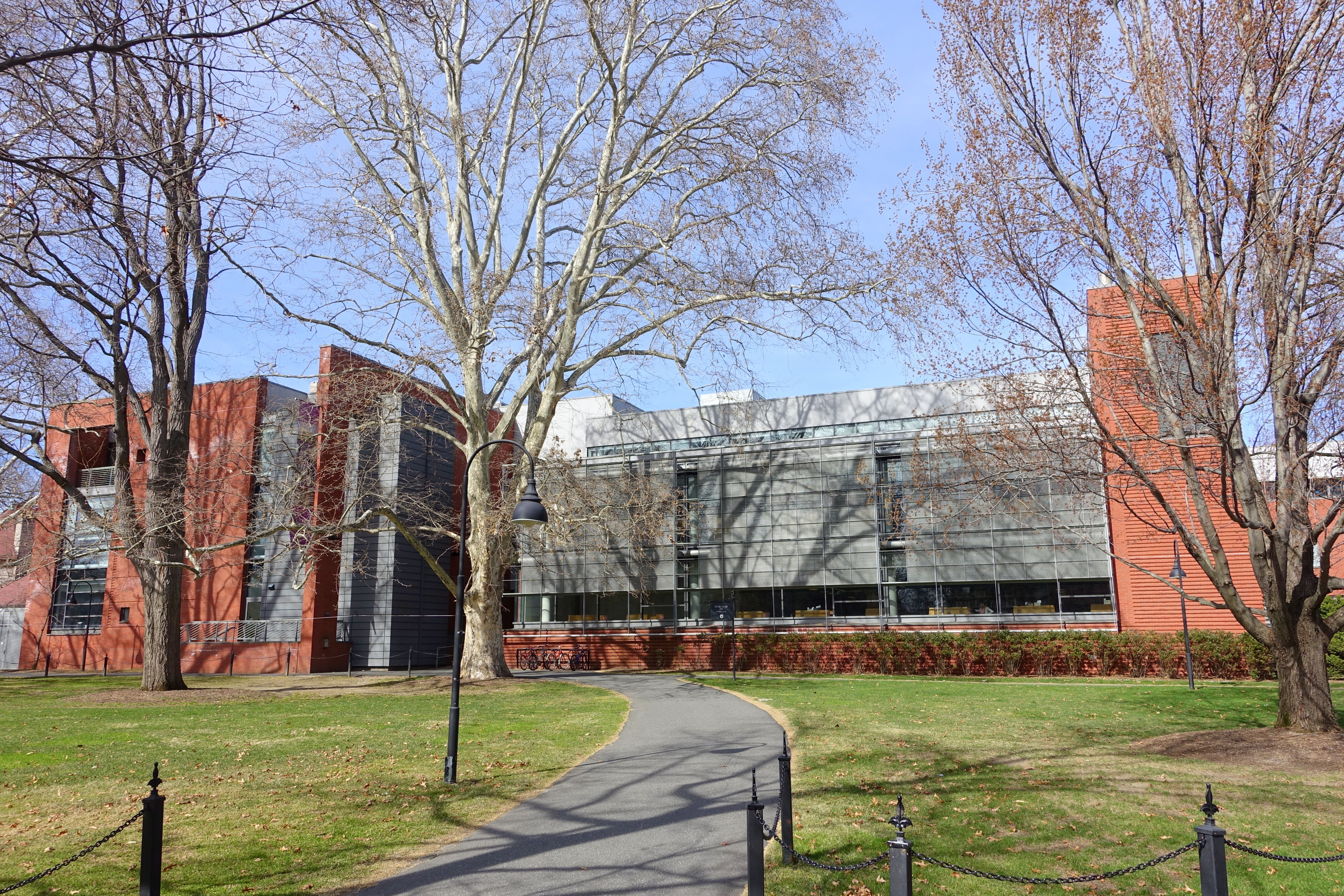
Smith College Museum of Art – Smith College – Northampton, MA

Das Smith College Museum of Art (SCMA) ist das Kunstmuseum des Smith College in Northampton, Massachusetts. Das Museum ist Mitglied der American Alliance of Museums, des Five College Consortium und des Museums10 Consortium.

## Geschichte
Das Smith College Museum of Art wurde 1870 gegründet. Im Jahr 2003 wurde das Brown Fine Arts Center nach einer zweijährigen Renovierung im Wert von 35 Millionen US-Dollar eröffnet. Dieses Zentrum beherbergt das Kunstmuseum, die Kunstbibliothek und die Kunstabteilung des Smith College. Das Gebäude wurde von Polshek Partnership Architects entworfen und umfasst 15.236 Quadratmeter.  

## Sammlung

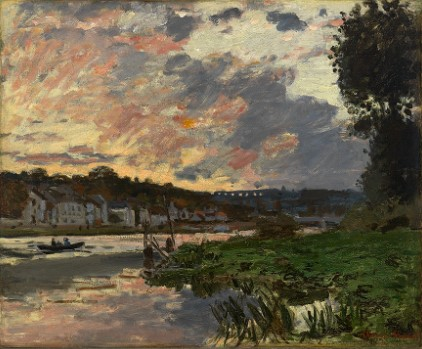
Die Seine bei Bougival, 1869 von Claude Monet

Die Sammlung des SCMA umfasst rund 25.000 Kunstwerke, darunter Gemälde, Skulpturen, Arbeiten auf Papier, Antiquitäten und dekorative Kunst aus verschiedenen Kulturen. Die Institution ist bekannt für ihre Sammlung amerikanischer und europäischer Kunst des 17., 19. und 20. Jahrhunderts, darunter Werke von Jan Steen, Thomas Eakins, Vincent van Gogh, Diego Rivera, Claude Monet, John Singer Sargent, James Jacques Joseph Tissot und anderen namhaften Künstlern.
Das Smith College Museum of Art verfügt über vier Stockwerke mit Galerien für die ständige Sammlung und das Cunningham Center for the Study of Prints, Drawings and Photographs. Dieses Zentrum beherbergt über 1600 Zeichnungen und mehr als 5700 Fotografien sowie eine umfangreiche Sammlung von über 8000 Druckgrafiken von alten Meistern bis hin zu zeitgenössischen Künstlern.  